# Coppa del Mondo di pattinaggio di velocità
La Coppa del Mondo di pattinaggio di velocità è un circuito internazionale di gare organizzato annualmente dalla International Skating Union (ISU), a partire dalla stagione 1985-1986. Le gare si svolgono da novembre a marzo.
Il numero di distanze è variato nel corso delle stagioni. Attualmente vengono assegnate 14 Coppe del Mondo di specialità, 7 per gli uomini (500 m, 1000 m, 1500 m, combinata 5000 e 10000 m, partenza in linea, inseguimento a squadre e sprint a squadre) e 7 per le donne (500 m, 1000 m, 1500 m, combinata 3000 e 5000 m, partenza in linea inseguimento a squadre e sprint a squadre). A partire dalla stagione 2011-2012 è stata istituita anche una classifica generale, denominata Grand World Cup, eliminata dopo la stagione 2017-2018. Dal 2003-2004 al 2008-2009 si è assegnata anche la Coppa dei 100 m, poi soppressa.

## Albo d'oro

### Grand World Cup (non più disputata)
| Edizione | Uomini                      | Donne              |
| -------- | --------------------------- | ------------------ |
| 2012     | Kjeld Nuis                  | Christine Nesbitt  |
| 2013     | Jorrit Bergsma              | Ireen Wüst         |
| 2014     | Shani Davis                 | Heather Richardson |
| 2015     | Pavel Koelizjnikov          | Heather Richardson |
| 2016     | Kjeld Nuis                  | Brittany Bowe      |
| 2017     | Kjeld Nuis                  | Heather Bergsma    |
| 2018     | Håvard Holmefjord Lorentzen | Miho Takagi        |

### 500 m
| Edizione | Uomini                      | Donne                     |
| -------- | --------------------------- | ------------------------- |
| 1986     | Dan Jansen                  | Christa Rothenburger      |
| 1987     | Nick Thometz                | Bonnie Blair              |
| 1988     | Uwe-Jens Mey                | Christa Rothenburger      |
| 1989     | Uwe-Jens Mey                | Christa Luding            |
| 1990     | Uwe-Jens Mey                | Bonnie Blair Angela Hauck |
| 1991     | Uwe-Jens Mey                | Kyoko Shimazaki           |
| 1992     | Dan Jansen                  | Bonnie Blair              |
| 1993     | Dan Jansen                  | Ye Qiaobo                 |
| 1994     | Dan Jansen                  | Bonnie Blair              |
| 1995     | Hiroyasu Shimizu            | Bonnie Blair              |
| 1996     | Manabu Horii                | Svetlana Žurova           |
| 1997     | Hiroyasu Shimizu            | Xue Ruihong               |
| 1998     | Jeremy Wotherspoon          | Catriona Le May Doan      |
| 1999     | Jeremy Wotherspoon          | Catriona Le May Doan      |
| 2000     | Jeremy Wotherspoon          | Monique Garbrecht         |
| 2001     | Hiroyasu Shimizu            | Catriona Le May Doan      |
| 2002     | Jeremy Wotherspoon          | Catriona Le May Doan      |
| 2003     | Jeremy Wotherspoon          | Monique Garbrecht-Enfeldt |
| 2004     | Jeremy Wotherspoon          | Wang Manli                |
| 2005     | Jeremy Wotherspoon          | Wang Manli                |
| 2006     | Lee Kang-Seok               | Jenny Wolf                |
| 2007     | Tucker Fredericks           | Jenny Wolf                |
| 2008     | Jeremy Wotherspoon          | Jenny Wolf                |
| 2009     | Yu Fengtong                 | Jenny Wolf                |
| 2010     | Tucker Fredericks           | Jenny Wolf                |
| 2011     | Lee Kang-Seok               | Jenny Wolf                |
| 2012     | Mo Tae-Bum                  | Yu Jing                   |
| 2013     | Jan Smeekens                | Lee Sang-Hwa              |
| 2014     | Ronald Mulder               | Olga Fatkulina            |
| 2015     | Pavel Kulizhnikov           | Nao Kodaira               |
| 2016     | Pavel Kulizhnikov           | Heather Richardson        |
| 2017     | Dai Dai Ntab                | Nao Kodaira               |
| 2018     | Håvard Holmefjord Lorentzen | Vanessa Herzog            |
| 2019     | Pavel Kulizhnikov           | Vanessa Herzog            |
| 2020     | Tatsuya Shinhama            | Nao Kodaira               |
| 2021     | Dai Dai Ntab                | Femke Kok                 |
| 2022     | Laurent Dubreuil            | Erin Jackson              |
| 2023     | Laurent Dubreuil            | Kim Min-sun               |
| 2024     | Wataru Morishige            | Erin Jackson              |
| 2025     | Jordan Stolz                | Erin Jackson              |

### 1000 m
| Edizione | Uomini             | Donne                     |
| -------- | ------------------ | ------------------------- |
| 1986     | Dan Jansen         | Karin Kania-Enke          |
| 1987     | Nick Thometz       | Bonnie Blair              |
| 1988     | Dan Jansen         | Christa Rothenburger      |
| 1989     | Uwe-Jens Mey       | Angela Hauck              |
| 1990     | Uwe-Jens Mey       | Angela Hauck              |
| 1991     | Ihar Žaljazoŭski   | Monique Garbrecht         |
| 1992     | Ihar Žaljazoŭski   | Bonnie Blair              |
| 1993     | Ihar Žaljazoŭski   | Bonnie Blair              |
| 1994     | Dan Jansen         | Bonnie Blair              |
| 1995     | Yukinori Miyabe    | Bonnie Blair              |
| 1996     | Ådne Søndrål       | Chris Witty               |
| 1997     | Manabu Horii       | Franziska Schenk          |
| 1998     | Jeremy Wotherspoon | Catriona Le May Doan      |
| 1999     | Jeremy Wotherspoon | Monique Garbrecht         |
| 2000     | Jeremy Wotherspoon | Monique Garbrecht         |
| 2001     | Jeremy Wotherspoon | Monique Garbrecht-Enfeldt |
| 2002     | Jeremy Wotherspoon | Sabine Völker             |
| 2003     | Erben Wennemars    | Monique Garbrecht-Enfeldt |
| 2004     | Erben Wennemars    | Jennifer Rodriguez        |
| 2005     | Erben Wennemars    | Chiara Simionato          |
| 2006     | Shani Davis        | Anni Friesinger           |
| 2007     | Erben Wennemars    | Chiara Simionato          |
| 2008     | Shani Davis        | Anni Friesinger           |
| 2009     | Shani Davis        | Christine Nesbitt         |
| 2010     | Shani Davis        | Christine Nesbitt         |
| 2011     | Stefan Groothuis   | Heather Richardson        |
| 2012     | Shani Davis        | Christine Nesbitt         |
| 2013     | Kjeld Nuis         | Heather Richardson        |
| 2014     | Shani Davis        | Heather Richardson        |
| 2015     | Pavel Kulizhnikov  | Brittany Bowe             |
| 2016     | Kjeld Nuis         | Brittany Bowe             |
| 2017     | Kjeld Nuis         | Heather Bergsma           |
| 2018     | Kjeld Nuis         | Ekaterina Šichova         |
| 2019     | Kjeld Nuis         | Brittany Bowe             |
| 2020     | Thomas Krol        | Brittany Bowe             |
| 2021     | Kai Verbij         | Brittany Bowe             |
| 2022     | Thomas Krol        | Brittany Bowe             |
| 2023     | Hein Otterspeer    | Miho Takagi               |
| 2024     | Ning Zhongyan      | Miho Takagi               |
| 2025     | Jordan Stolz       | Miho Takagi               |

### 1500 m
| Edizione | Uomini                        | Donne                    |
| -------- | ----------------------------- | ------------------------ |
| 1986     | Michael Hadschieff            | Annette Carlén           |
| 1987     | Hans Magnusson                | Yvonne van Gennip        |
| 1988     | André Hoffmann                | Bonnie Blair             |
| 1989     | Michael Hadschieff Eric Flaim | Constanze Moser-Scandolo |
| 1990     | Johann Olav Koss              | Jacqueline Börner        |
| 1991     | Johann Olav Koss              | Gunda Kleemann           |
| 1992     | Falko Zandstra                | Gunda Niemann            |
| 1993     | Rintje Ritsma                 | Gunda Niemann            |
| 1994     | Falko Zandstra                | Emese Hunyady            |
| 1995     | Neal Marshall                 | Gunda Niemann            |
| 1996     | Hiroyuki Noake                | Gunda Niemann            |
| 1997     | Rintje Ritsma                 | Gunda Niemann            |
| 1998     | Ids Postma                    | Gunda Niemann-Stirnemann |
| 1999     | Ådne Søndrål                  | Gunda Niemann-Stirnemann |
| 2000     | Ådne Søndrål                  | Gunda Niemann-Stirnemann |
| 2001     | Aleksandr Kibalko             | Anni Friesinger          |
| 2002     | Ådne Søndrål                  | Anni Friesinger          |
| 2003     | Evgenij Lalenkov              | Cindy Klassen            |
| 2004     | Mark Tuitert                  | Anni Friesinger          |
| 2005     | Mark Tuitert                  | Cindy Klassen            |
| 2006     | Chad Hedrick                  | Anni Friesinger          |
| 2007     | Erben Wennemars               | Ireen Wüst               |
| 2008     | Shani Davis                   | Kristina Groves          |
| 2009     | Shani Davis                   | Kristina Groves          |
| 2010     | Shani Davis                   | Kristina Groves          |
| 2011     | Shani Davis                   | Christine Nesbitt        |
| 2012     | Håvard Bøkko                  | Christine Nesbitt        |
| 2013     | Zbigniew Bródka               | Marrit Leenstra          |
| 2014     | Koen Verweij                  | Ireen Wüst               |
| 2015     | Denny Morrison                | Marrit Leenstra          |
| 2016     | Denis Juskov                  | Brittany Bowe            |
| 2017     | Kjeld Nuis                    | Heather Bergsma          |
| 2018     | Denis Juskov                  | Miho Takagi              |
| 2019     | Denis Juskov                  | Brittany Bowe            |
| 2020     | Kjeld Nuis                    | Ireen Wüst               |
| 2021     | Thomas Krol                   | Brittany Bowe            |
| 2022     | Joey Mantia                   | Miho Takagi              |
| 2023     | Kjeld Nuis                    | Miho Takagi              |
| 2024     | Ning Zhongyan                 | Miho Takagi              |
| 2025     | Jordan Stolz                  | Miho Takagi              |

### Combinata lunghe distanze
| Edizione | Uomini (5000 – 10000 m) | Donne (3000 – 5000 m)    |
| -------- | ----------------------- | ------------------------ |
| 1986     | Dave Silk               | Andrea Ehrig             |
| 1987     | Geir Karlstad           | Yvonne van Gennip        |
| 1988     | Tomas Gustafson         | Gabi Zange               |
| 1989     | Gerard Kemkers          | Heike Schalling          |
| 1990     | Bart Veldkamp           | Gunda Kleemann           |
| 1991     | Johann Olav Koss        | Heike Warnicke           |
| 1992     | Geir Karlstad           | Gunda Niemann            |
| 1993     | Bart Veldkamp           | Gunda Niemann            |
| 1994     | Johann Olav Koss        | Gunda Niemann            |
| 1995     | Rintje Ritsma           | Gunda Niemann            |
| 1996     | Rintje Ritsma           | Gunda Niemann            |
| 1997     | Rintje Ritsma           | Tonny de Jong            |
| 1998     | Gianni Romme            | Gunda Niemann-Stirnemann |
| 1999     | Bart Veldkamp           | Gunda Niemann-Stirnemann |
| 2000     | Gianni Romme            | Gunda Niemann-Stirnemann |
| 2001     | Gianni Romme            | Gunda Niemann-Stirnemann |
| 2002     | Gianni Romme            | Anni Friesinger          |
| 2003     | Carl Verheijen          | Claudia Pechstein        |
| 2004     | Bob de Jong             | Claudia Pechstein        |
| 2005     | Øystein Grødum          | Claudia Pechstein        |
| 2006     | Chad Hedrick            | Cindy Klassen            |
| 2007     | Sven Kramer             | Martina Sáblíková        |
| 2008     | Håvard Bøkko            | Martina Sáblíková        |
| 2009     | Sven Kramer             | Martina Sáblíková        |
| 2010     | Håvard Bøkko            | Martina Sáblíková        |
| 2011     | Bob de Jong             | Martina Sáblíková        |
| 2012     | Bob de Jong             | Martina Sáblíková        |
| 2013     | Jorrit Bergsma          | Martina Sáblíková        |
| 2014     | Jorrit Bergsma          | Martina Sáblíková        |
| 2015     | Jorrit Bergsma          | Martina Sáblíková        |
| 2016     | Sven Kramer             | Martina Sáblíková        |
| 2017     | Jorrit Bergsma          | Martina Sáblíková        |
| 2018     | Ted-Jan Bloemen         | Antoinette de Jong       |
| 2019     | Aleksandr Rumjancev     | Martina Sáblíková        |
| 2020     | Patrick Roest           | Martina Sáblíková        |
| 2021     | Patrick Roest           | Irene Schouten           |
| 2022     | Nils van der Poel       | Irene Schouten           |
| 2023     | Beau Snellink           | Ragne Wiklund            |
| 2024     | Davide Ghiotto          | Ragne Wiklund            |
| 2025     | Sander Eitrem           | Ragne Wiklund            |

### Partenza in linea
| Edizione | Uomini            | Donne                  |
| -------- | ----------------- | ---------------------- |
| 2012     | Alexis Contin     | Maariska Huisman       |
| 2013     | Arjan Stroetinga  | Kim Bo-reum            |
| 2014     | Bob de Vries      | Francesca Lollobrigida |
| 2015     | Lee Seung-hoon    | Ivanie Blondin         |
| 2016     | Arjan Stroetinga  | Irene Schouten         |
| 2017     | Lee Seung-hoon    | Kim Bo-reum            |
| 2018     | Bart Swings       | Francesca Lollobrigida |
| 2019     | Um Cheon-ho       | Kim Bo-reum            |
| 2020     | Bart Swings       | Ivanie Blondin         |
| 2021     | Bart Swings       | Irene Schouten         |
| 2022     | Bart Swings       | Francesca Lollobrigida |
| 2023     | Bart Swings       | Ivanie Blondin         |
| 2024     | Andrea Giovannini | Valérie Maltais        |
| 2025     | Andrea Giovannini | Marijke Groenewoud     |

### Inseguimento a squadre
| Edizione | Uomini        | Donne       |
| -------- | ------------- | ----------- |
| 2005     | Italia        | Giappone    |
| 2006     | Canada        | Germania    |
| 2007     | Paesi Bassi   | Paesi Bassi |
| 2008     | Paesi Bassi   | Canada      |
| 2009     | Canada        | Rep. Ceca   |
| 2010     | Norvegia      | Canada      |
| 2011     | Norvegia      | Paesi Bassi |
| 2012     | Paesi Bassi   | Canada      |
| 2013     | Paesi Bassi   | Paesi Bassi |
| 2014     | Paesi Bassi   | Paesi Bassi |
| 2015     | Corea del Sud | Paesi Bassi |
| 2016     | Paesi Bassi   | Giappone    |
| 2017     | Paesi Bassi   | Giappone    |
| 2018     | Norvegia      | Giappone    |
| 2019     | Norvegia      | Giappone    |
| 2020     | Russia        | Canada      |
| 2021     | Norvegia      | Canada      |
| 2022     | Stati Uniti   | Canada      |
| 2023     | Stati Uniti   | Canada      |
| 2024     | Stati Uniti   | Giappone    |
| 2025     | Stati Uniti   | Paesi Bassi |

### Sprint a squadre
| Edizione | Uomini        | Donne         |
| -------- | ------------- | ------------- |
| 2016     | Paesi Bassi   | Cina          |
| 2017     | Canada        | Giappone      |
| 2018     | Norvegia      | Russia        |
| 2019     | Paesi Bassi   | Russia        |
| 2020     | Paesi Bassi   | Paesi Bassi   |
| 2021     | non assegnata | non assegnata |
| 2022     | Cina          | Polonia       |
| 2023     | Paesi Bassi   | Stati Uniti   |
| 2024     | Stati Uniti   | Paesi Bassi   |
| 2025     | Stati Uniti   | Polonia       |

### 100 m (non più disputata)
| Edizione | Uomini        | Donne          |
| -------- | ------------- | -------------- |
| 2004     | Yu Fengtong   | Shihomi Shinya |
| 2005     | Yu Fengtong   | Sayuri Osuga   |
| 2006     | Yuya Oikawa   | Jenny Wolf     |
| 2007     | Yuya Oikawa   | Jenny Wolf     |
| 2008     | Lee Kang-Seok | Jenny Wolf     |
| 2009     | Yuya Oikawa   | Jenny Wolf     |

## Maggior numero di vittorie

### Uomini
| Pos. | Atleta             | Nazione                      | Stagioni  | Totale | 100 | 500 | 1000 | 1500 | 5000 | 10000 | PL |
| ---- | ------------------ | ---------------------------- | --------- | ------ | --- | --- | ---- | ---- | ---- | ----- | -- |
| 1    | Jeremy Wotherspoon | Canada                       | 1998-2008 | 67     | -   | 49  | 18   | -    | -    | -     | -  |
| 2    | Shani Davis        | Stati Uniti                  | 2005-2014 | 58     | -   | -   | 40   | 18   | -    | -     | -  |
| 3    | Uwe-Jens Mey       | Germania Est Germania        | 1986-1992 | 48     | -   | 36  | 12   | -    | -    | -     | -  |
| 4    | Dan Jansen         | Stati Uniti                  | 1986-1994 | 46     | -   | 32  | 14   | -    | -    | -     | -  |
| 5    | Sven Kramer        | Paesi Bassi                  | 2005-2018 | 42     | -   | -   | -    | 3    | 34   | 5     | -  |
| 6    | Pavel Kuližnikov   | Russia                       | 2014-2019 | 36     | -   | 24  | 12   | -    | -    | -     | -  |
| 7    | Hiroyasu Shimizu   | Giappone                     | 1993-2005 | 35     | 1   | 34  | -    | -    | -    | -     | -  |
| 8    | Ihar Žaljazoŭski   | Unione Sovietica Bielorussia | 1986-1993 | 30     | -   | 4   | 24   | 2    | -    | -     | -  |
| 8    | Ådne Søndrål       | Norvegia                     | 1991-2002 | 30     | -   | 1   | 11   | 18   | -    | -     | -  |
| 10   | Rintje Ritsma      | Paesi Bassi                  | 1992-2001 | 29     | -   | -   | -    | 11   | 17   | 1     | -  |

### Donne
| Pos. | Atleta                   | Nazione               | Stagioni  | Totale | 100 | 500 | 1000 | 1500 | 3000 | 5000 | PL |
| ---- | ------------------------ | --------------------- | --------- | ------ | --- | --- | ---- | ---- | ---- | ---- | -- |
| 1    | Gunda Niemann-Stirnemann | Germania Est Germania | 1989-2001 | 98     | -   | -   | 2    | 39   | 42   | 15   | -  |
| 2    | Bonnie Blair             | Stati Uniti           | 1986-1995 | 69     | -   | 39  | 27   | 3    | -    | -    | -  |
| 3    | Jenny Wolf               | Germania              | 2004-2012 | 61     | 12  | 49  | -    | -    | -    | -    | -  |
| 4    | Anni Friesinger          | Germania              | 2000-2009 | 56     | -   | -   | 19   | 26   | 10   | 1    | -  |
| 5    | Martina Sáblíková        | Rep. Ceca             | 2007-2022 | 51     | -   | -   | -    | 1    | 35   | 13   | 2  |
| 6    | Lee Sang-hwa             | Corea del Sud         | 2006-2015 | 37     | 1   | 36  | -    | -    | -    | -    | -  |
| 7    | Monique Garbrecht        | Germania              | 1991-2004 | 36     | -   | 17  | 19   | -    | -    | -    | -  |
| 7    | Ireen Wüst               | Paesi Bassi           | 2005-2022 | 36     | -   | -   | 4    | 26   | 6    | -    | -  |
| 9    | Catriona Le May Doan     | Canada                | 1998-2003 | 34     | 1   | 27  | 6    | -    | -    | -    | -  |
| 9    | Nao Kodaira              | Giappone              | 2010-2022 | 34     | -   | 28  | 6    | -    | -    | -    | -  |
| 9    | Heather Bergsma          | Stati Uniti           | 2010-2020 | 34     | -   | 6   | 21   | 7    | -    | -    | -  |